# Сайнэры
Са́йнэры (монг. сайн эр; бур. hайн эрэ) — конокрады в Халхе, Бурятии и Внутренней Монголии, занимавшиеся раздачей своей добычи бедным семьям в XVIII — начале XX века.

## Именование
Дословно сайн эр переводится с монгольского как «добрый молодец», «удалец». Согласно легенде, первые девять сайнэров Халхи принесли клятву о том, что они, не подчиняясь маньчжурской власти, будут грабить богатых и раздавать их имущество беднякам, на вершине горы Шилийн-Богд (современный аймак Сухэ-Батор в Монголии) в конце XVII века, во время массового бегства халхаских феодалов в Китай от джунгарского хана Галдан-Бошогту. С названием этой горы связано одно из их монгольских наименований — шилийн сайн эр, наряду с сайн хулгайч ах («добрый дядя-вор») и другими. В Бурятии, однако, именование hайн эрэ применялось и к конокрадам, не занимавшимся раздачей награбленного беднякам. Распространённым эпитетом по отношению к сайнэрам было выражение төрийн бөөс — «вошь, [сосущая кровь] государства».

## Образ жизни
Фольклор приписывает сайнэрам необыкновенное мастерство в ловле скота, особое искусство рукопашного боя, а также специфический «кодекс чести»: например, никогда не грабить только ради собственной наживы, воздерживаться от убийств, не воровать у соседей, не заниматься торговлей, охранять простой народ от давления маньчжурской администрации. В связи с этим, жертвами сайнэров становились богатые князья, зажиточные семейства и китайские торговцы. Чаще всего они угоняли у них лошадей, однако забирали и другой скот, а также прочее имущество. Большинство сайнэров имело собственные прозвища, образованные из какой-либо его отличительной особенности или внешности: например, Хэрлэн-Жамьян («Джамьян-Керулен», из-за того, что он однажды переплыл широко разлившийся Керулен), Исгэрдэг-Дамба («Дамба-Свистун», из-за своего очень громкого свиста), Арын-Будуун-Хар («Чёрный Толстяк с севера», из-за внешности) и т. п.
В сайнэрской среде, которая пополнялась в том числе и за счёт выходцев из буддийских монастырей (например, таковым был известнейший сайнэр из Дарьганги Торой-Банди), существовал обычай чтить некоторых буддийских божеств как особых покровителей своего дела, например, Далха или Шалши-Гомбо (четырёхликого Махакалу). Зачастую сайнэры не имели собственной юрты и ночевали, где придётся, большую часть жизни оставаясь неженатыми, однако некоторые из них всё-таки заводили жён, особенно на склоне «карьеры». Сайнэрами были прадед и дед вождя народной революции Сухэ-Батора по отцовской линии. После народной революции Служба внутренней охраны Монголии начала активно использовать сайнэров, посылая их в разведывательные миссии во Внутреннюю Монголию. В 1930-е годы, с ликвидацией в МНР класса феодалов и образованием коллективных скотоводческих хозяйств, социальная база для сайнэрства исчезла.

## В искусстве
Из широкого пласта устных преданий, сказок и «протяжных песен» о знаменитых сайнэрах их образ перешёл в монгольскую художественную литературу, где в социалистический период пользовался особой симпатией как образ борца с социальной несправедливостью. Рассказы о самых известных из них, таких как Торой-Банди, Хулгар-Нацаг, Тогос-Цултэм, Цахиур-Тумэр, Хангай-Базар, Улаан-Дама, явились основой для создания образа сайнэров в таких произведениях, как пьеса О. Жамбалжамца «Торой-банди» (1957), романы «Прозрачный Тамир» (образ сайнэра Тумэра, экранизирован в 1970—1973 годах) и «На Алтае» Ч. Лодойдамбы. В Дариганге, на горе Гангын-Цагаан-Овоо установлен памятник Торою-Банди.